# Подгорены
Подгорены (рум. Podgoreni) — село в Оргеевском районе Молдавии. Относится к сёлам, не образующим коммуну.

## История
До 3 февраля 1986 года село называлось Курлены.

## География
Село расположено примерно в 20 км к северу от Оргеева на высоте 126 метров над уровнем моря.

## Население
По данным переписи населения 2004 года, в селе Подгорень проживает 982 человека (491 мужчина, 491 женщина).
Этнический состав села:
| Национальность | Число жителей | Процентный состав |
| -------------- | ------------- | ----------------- |
| молдаване      | 976           | 99,39             |
| украинцы       | 2             | 0,2               |
| цыгане         | 1             | 0,1               |
| русские        | 1             | 0,1               |
| прочие         | 2             | 0,2               |
| Всего          | 982           | 100 %             |